# Сливінська Мар'яна Юріївна
Мар'яна Юріївна Сливінська (нар. 20 червня 2003 року, с. Підпечери, Івано-Франківська область) — українська спортсменка, тренерка з Кйокушінкай карате та громадська діячка. Чемпіонка Європи, призерка кубків світу та переможниця Олімпійських ігор з неолімпійських видів спорту. Майстер спорту України.

## Життєпис
Народилася 20 червня 2003 року у селі Підпечери Тисменицького р-ну Івано-Франківської області.
Батько Сливінський Юрій, мама Богдана, брат Дмитро.
У 2009 році пішла у Підпечерівську школу де навчалася до 2018 року.
2018 року вступила до Івано-Франківського аграрного коледжу ЛНАУ на спеціальність «Право».
2020 року поступила на заочне відділення Івано-Франківського коледжу фізичного виховання НУФКіСУ на спеціальність «Фізична культура».
2022 року закінчила аграрний та фізкультурний коледжі з дипломами з відзнакою, у цьому ж році вступила на бакалаврат Прикарпатського Національного університету та на бакалаврат фізкультурного коледжу.
У 2024 році закінчила бакалаврат ПНУ.
У 2012 році почала відвідувати секцію з Кйокушінкай карате унія під керівництвом семпая Гаврилишина Мирона Івановича, а у 2015 році перейшла тренуватися у центральне доджо України під керівництвом Шіхана Шмата Станіслава Степановича.

## Досягнення
У процесі тренувань брала участь у безлічі змагань у яких досягла надзвичайно високих результатів: Перемагала на чемпіонатах Європи (3 рази) та була їх призером,  була призером кубків світу, перемагала та була призером Олімпійських ігор з неолімпійських видів спорту, 9 разів вигравала чемпіонати України і багато міжнародних та всеукраїнських турнірів.
У 2020 році успішно пройшла атестацію та склала іспит на чорний пояс 1 дан. Цього ж року відкрила свої перші секції у Підпечерах, Угорниках, Підлужжі, Микитинцях учні яких ставали чемпіонами міжнародних змагань, чемпіонами та призерами чемпіонатів України та змагань різного рівня.
Неодноразово за високі спортивні досягнення отримувала нагороди від президента Федерації Кйокушінкай карате унія України, заступника міністра молоді та спорту України, голови Івано-Франківської обласної державної адміністрації, міського голови м. Івано-Франківськ, як кращий спортсмен року.
У 2023 році обрана до молодіжної ради при Івано-Франківській державній військовій адміністрації, де увійшла у комісію, яка відповідає за спортивну роботу.
У 2023 році виконала норматив та отримала спортивне звання Майстер спорту України. Цього ж року очолила Івано-Франківську міську федерацію Кйокушінкай карате унія України.
Спортивні досягнення
1) ІІ - місце Міжнародний турнір та відкритий Чемпіонат Закарпатської області з карате. м. Ужгород 26.10.2013р.
2) ІІІ – місце Відкритий чемпіонат міста Києва з карате. 08.02.2014р.
3)ІІ - місце Всеукраїнський відкритий турнір з карате присвячений до Міжнародного дня захисту дітей в рамках проекту “Єдина країна”. м. Львів – 31.05.2014р.
4) І - місце Міжнародний турнір та відкритий Чемпіонат Закарпатської області з карате м. Ужгород 01.11.2014р.
5) ІІІ - місце Відкритий чемпіонат м. Києва з карате. 29.11.2014р.
6) І - місце Відкритий кубок України з карате. (ІКО Мацушима). м. Бровари, 30.11.2014р.
7) ІІІ- місце чемпіонат України з карате м.Тернопіль, 05.12-07.12.2014р.
8) Кращий спортсмен 2014 року міста Івано-Франківська 29.12.2014р.
9) І – місце чемпіонат України з карате (ІКО Мацушима). м.Луцьк, 21.03.2015р.
10) І – місце чемпіонат України по” КАТА” м.Івано-Франківськ, 24.05.2015р.
11) Івано-Франківська обласна державна адміністрація Управління молоді та спорту на підставі клопотань спортивних організацій та представлених документів про виконання спортсменами вимог ЄСК України з видів спорту присвоїла Сливінській Мар’яні “І (перший) спортивний розряд” з карате. Наказ №342 від 08.05.2015р. за підписом начальника Ростислава Микитюка
12) 5 Міжнародний турнір з карате"Galizia Cup 2015" (IKO)
І – місце “КАТА”
ІІІ – місце “Куміте”
м. Лежайськ ( Польща), 26.09.2015р
13) Чемпіонат України з карате 4 місце (абсолютна вагова категорія, “За волю до перемоги”, спеціальний приз депутата Київської міської ради О.В.Овраменко) м.Київ, 03.10.2015р.
14) Олімпіада бойових мистецтв «Baltic Open 2015»,
І - місце “КАТА”
ІІ – місце “Сила удару”
ІІІ – місце “Куміте”
м.Рига (Латвія), 20.11- 22.11.2015р.
15) Чемпіонат Європи з карате. ІІІ місце “КАТА”. м.Катовіце (Польща), 05.12.2015р.
16) ІI – місце чемпіонат України з карате (ІКО Мацушима). м.Луцьк, 26.03.2016р.
17) Івано-Франківська обласна державна адміністрація Управління молоді та спорту на підставі клопотань спортивних організацій та представлених документів про виконання спортсменами вимог ЄСК України з видів спорту присвоїла Сливінській Мар’яні спортивний розряд “кандидат у майстри спорту України” з кіокушин карате, ВПВГО “Федерація кіокушинкаі карате унія України” Івано-Франківської області. Наказ №261 від 31.03.2016р. за підписом начальника управління Ростислава Микитюка.
18) ІІ – місце 2- й чемпіонат України по” КАТА”. м.Івано-Франківськ, 22.05.2016р.
19)                                 ІІІ місце КАТА                                                              ІІІ місце КУМІТЕ
         Чемпіонат світу з карате (DREAM CUP” WORLD - 2016 International Open Kata and Kumite Karate Championship for Youth and Masters). м.Будапешт (Угорщина), 20-22.10.2016р.
20) Чемпіонат Європи з карате. І місце “КАТА”. м.Люблін (Польща), 26-27.12.2016р
21) Федерація Кйокушінкаі Карате Унія України за досягнення на Міжнародних чемпіонатах та Чемпіонатах України присвоїла “Кращий воїн Кйокушінкаі Карате України 2016 року ”. 25.12.2016
22) Кращий спортсмен  2016 року міста Івано-Франківська
23) За версією інтернет-видання Sport.if.ua досягнення Мар’яни Сливінської  увійшли в десятку кращих спортивних подій Прикарпаття 2016  року.
24) І – місце 3- й чемпіонат України з” КАТА”. м.Івано-Франківськ, 07.05.2017р.
25) 10-ий Чемпіонат Європи з карате. І місце “КАТА”. м.Тульча (Румунія), 27-28.05.2017р.
26) Кубок світу з карате (DREAM CUP” WORLD - 2017 International Open Kata and Kumite Karate Championship for Youth and Masters). м.Будапешт (Угорщина). ІІІ-місце – “КУМІТЕ”. 05-08.10.2017р.
27) І - місце 9-ий Міжнародний чемпіонат з Кйокушінкаі Карате м. Ужгород 18.11.2017р.
28) Федерація Кйокушінкаі Карате Унія України за досягнення на Міжнародних чемпіонатах та Чемпіонатах України присвоїла “Кращий воїн Кйокушінкаі Карате України 2017 року ”. 24.12.2017
29) І – місце 4- й чемпіонат України з” КАТА”. м.Івано-Франківськ, 06.05.2018р.
30) 32-й чемпіонат Європи з кіокушин карате (IKO). КАТА- 8 місце, КУМІТЕ – ¼.
31) 11 відкритий Чемпіонат Європи з Кйокушінкай карате унія Гетеборг (Швеція) 6-7.10.2018. КАТА – 1 місце, КУМІТЕ – 2 місце
32) Перший суддівський досвід. м. Рівне Федерація Кйокушінкаі Карате Унія України. (Сушин)
33) 17-й абсолютний чемпіонат і Кубок Європи в Кишиневі. КАТА – 5 місце
34) Федерація Кйокушінкаі Карате Унія України за досягнення на Міжнародних чемпіонатах та Чемпіонатах України присвоїла “Кращий воїн Кйокушінкаі Карате України 2018 року ”. 23.12.2018
35) 12 відкритий Чемпіонат Європи з Кйокушінкай карате  унія Гйор (Угорщина) 25-26.05.2019. КУМІТЕ – 3 місце
36) 1-й чемпіонат світу серед дітей, юнаків та юніорів 2019 з Кйокушинкай карате унія м. Швайнфурт (Німеччина).  07-09.11.2019. КУМІТЕ – 2 місце
37) Федерація Кйокушінкаі Карате Унія України за досягнення на Міжнародних чемпіонатах та Чемпіонатах України присвоїла “Кращий воїн Кйокушінкаі Карате України 2019 року ”. 22.12.2019
38) 6-чемпіонат України з Кйокушінкай Карате Унія. м.Івано-Франківськ.26.07.2020.КАТА-1 місце
39) Атестація на чорний пояс(1-Дан). м.Івано-Франківськ. Екзаменатор Президент Національної Федерації ФККУУ Шіхан Станіслав Шмат( 6-Дан). Вручення чорного поясу проведено спільно з Головою Івано-Франківської Державної Адміністрації. 25.12.2020.
40) 7-чемпіонат України з Кйокушінкай  Карате Унія України. м.Івано-Франківськ.29.05.2021.КАТА 1-місце.              
41) Чемпіонат України з Кйокушінкай Карате Унія України м.Рівне.16.10.2021.КУМІТЕ- III місце
42) Івано-Франківська обласна державна адміністрація Управління спорту на підставі клопотань спортивних організацій та представлених документів про виконання спортсменами вимог ЄСК України з видів спорту присвоїла Сливінській Мар’яні спортивний розряд “кандидат у майстри спорту України” з кіокушин карате , ВГО “Федерація кіокушинкаі карате унія України” Івано-Франківської області. Наказ №622  від 08.11.2021р. за підписом начальника упрапління спорту Ореста Оклієвича
43) 8-9 жовтня 2022 року в м.Санта-Сусанна (Барселона, Іспанія)  13-й Чемпіонат Європи з кіокушин карате (Union)  КАТА-  IV місце
44) Міністерство Молоді та спорту України    на підставі клопотань спортивних організацій та представлених документів про виконання спортсменами вимог ЄСК України з видів спорту присвоїла Сливінській Мар’яні спортивний розряд “ Майстер спорту України” з кіокушнкай карате унія України.Наказ №1776  від 31.03.2023 р. за підписом заступника міністра М.Бідного
45) 8 чемпіонат України з Кйокушінкай  Карате Унія України. м.Івано-Франківськ.07.05.2023 р. КАТА 1-місце “Два виховонці Мар’яни Юрівни також стали чемпіонами “
46) Відкритий чемпіонат  “DANA CUP HUNGARY TOURNAMENT”, м.Гйор (Угорщина) 25.11.2023р. КАТА 2-місце. 
47) 9 чемпіонат України з Кйокушінкай Карате Унія України 12.05.2024р.,  м.Івано-Франківськ.  КАТА 1-місце «Два вихованці Мар’яни Юрівни стали чемпіонами та один бронзовим призером».
48) Міжнародний Чемпіонат з Кйокушінкай Карате 02.11.2024р. Інгольштат Німечинна КАТА 1-місце, КУМІТЕ 3-місце
49)Атестація на чорний пояс(2-Дан). м.Івано-Франківськ. Екзаменатор Президент Національної Федерації ФККУУ Шіхан Станіслав Шмат( 6-Дан). 29.12.2024р.
50)10 чемпіонат України з Кйокушінкай Карате Унія України 04.05.2025р.,  м.Івано-Франківськ.  КАТА 1-місце «Два вихованці Мар’яни Юрівни стали чемпіон України та срібний призер».
51)17.05.2025 "Carpathia Karate Cup"- III місце